# جين كالاهان
جين كالاهان (بالإنجليزية: Gene Callahan)‏ هو مخرج فني أمريكي، ولد في 7 نوفمبر 1923 في لويزيانا في الولايات المتحدة، وتوفي في 26 ديسمبر 1990 في باتون روج في الولايات المتحدة بسبب نوبة قلبية.

## وصلات خارجية
- جين كالاهان على موقع IMDb (الإنجليزية)
- جين كالاهان على موقع قاعدة بيانات الفيلم (الإنجليزية)